# Maurycy Beniowski
Maurycy August Beniowski (właśc. Mateusz Maurycy Michał Franciszek Serafin August Beniowski, węg. Benyovszky Móric, słow. Móric Beňovský; ur. przed 20 września 1746 we Vrbovém, zm. 23 maja 1786 na Madagaskarze) – węgiersko-polski szlachcic, uczestnik konfederacji barskiej, zesłaniec, uciekinier i podróżnik, kolonizator i „król” Madagaskaru, autor poczytnego pamiętnika.
W Rzeczypospolitej brał udział w konfederacji barskiej, za co został zesłany najpierw w głąb Rosji, następnie na Syberię i w końcu na Kamczatkę, z której zorganizował ucieczkę statkiem. Przebył trasę od Morza Arktycznego i wybrzeży Alaski, poprzez Japonię i Tajwan do Makau w Chinach, skąd poprzez francuskie kolonie na Oceanie Indyjskim i południowe wybrzeża Afryki dostał się do Europy. Odwiedził również Amerykę Północną i wspierał rodzące się Stany Zjednoczone. Z ramienia Francji był kolonizatorem Madagaskaru, gdzie został w 1776 roku obwołany przez tubylców „wielkim królem” (ampansakebe) wyspy i gdzie prawdopodobnie podczas jednego z kolejnych pobytów zginął w potyczce z Francuzami.
Był autorem głośnych pod koniec XVIII wieku Pamiętników, w których opisał swój udział w konfederacji i brawurową ucieczkę z Kamczatki.
Był arystokratą pochodzenia węgiersko-słowackiego, uważał się jednak również za Polaka, co podkreślał kilkakrotnie w swych Pamiętnikach.
Bohater wielu utworów literackich, z których najważniejszym jest poemat dygresyjny Juliusza Słowackiego Beniowski.

## Życiorys

### Młodość

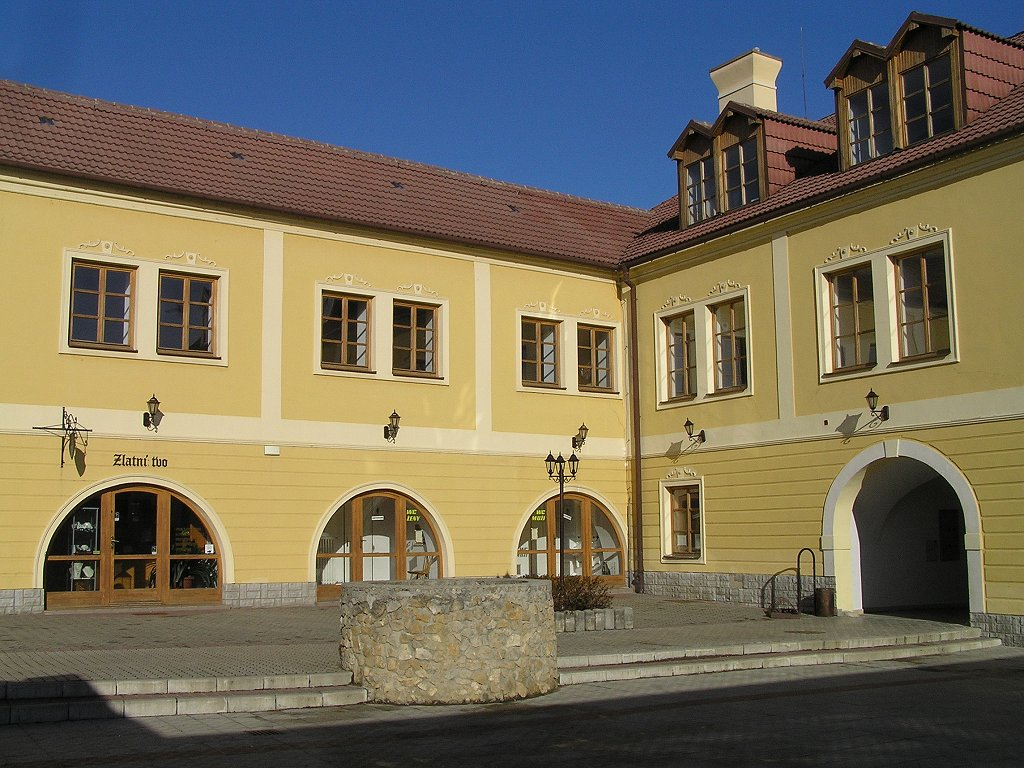
Dom rodzinny Beniowskiego we Vrbovem

Urodził się w Verbó (dziś słowackie miasteczko Vrbové) koło Trnawy u podnóży Małych Karpat, wówczas część Węgier, jako syn Samuela Benyovszky’ego, pułkownika 9 Pułku Huzarów Węgierskich i baronówny Anny Róży Révay, primo voto Pestvarmegyei. Miał trzynaścioro rodzeństwa, w tym trzy przyrodnie siostry z pierwszego małżeństwa matki i jedną siostrę z pierwszego małżeństwa ojca. W dzieciństwie (prawdopodobnie w 1752 roku) złamał nogę, na którą utykał już do końca życia. W latach 1759–1760 był uczniem Scholarum Piarum (gimnazjum ojców pijarów) w miejscowości Święty Jur niedaleko Bratysławy. Od śmierci matki w lipcu 1760 do 1762 roku przebywał w rodzinnym majątku w Verbó, opiekując się młodszym rodzeństwem. Od śmierci ojca w roku 1762 do 1764 nie ma o Maurycym praktycznie żadnych informacji. Wiadomo tylko, że toczył w tym czasie spory o spadek po matce ze starszymi siostrami przyrodnimi oraz że zmienił wyznanie z katolickiego na luterańskie. Poza Pamiętnikami nie ma dowodów, na służbę w tym czasie w armii austriackiej.

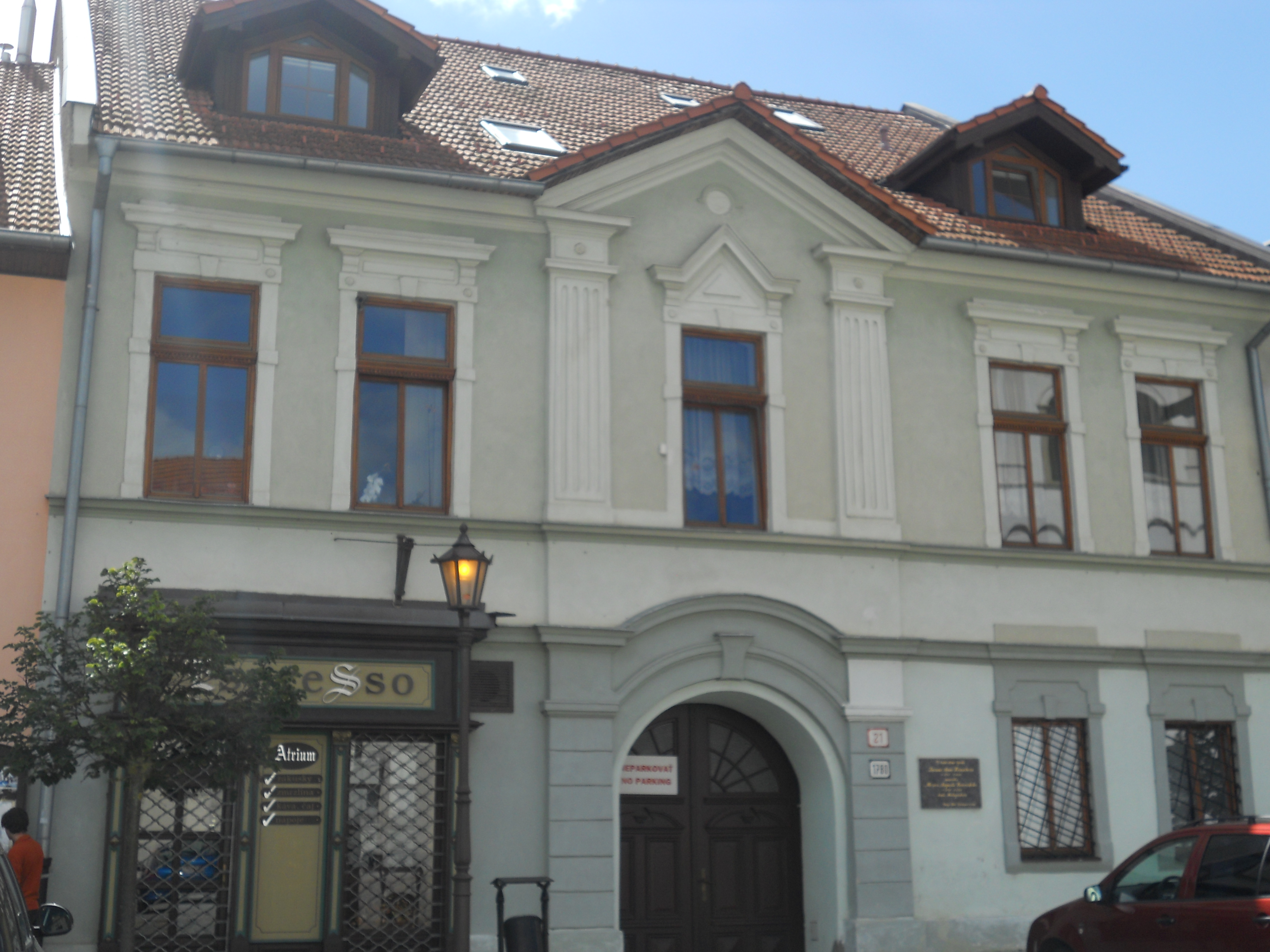
Dom Hönschów przy rynku w Spiskiej Sobocie

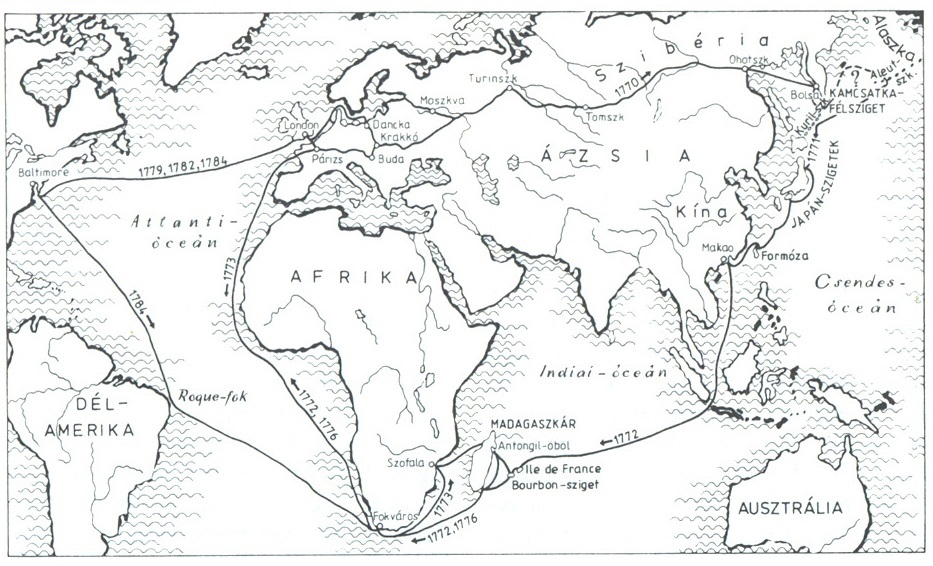
Podróże Maurycego Beniowskiego

### Konfederata barski i zesłaniec

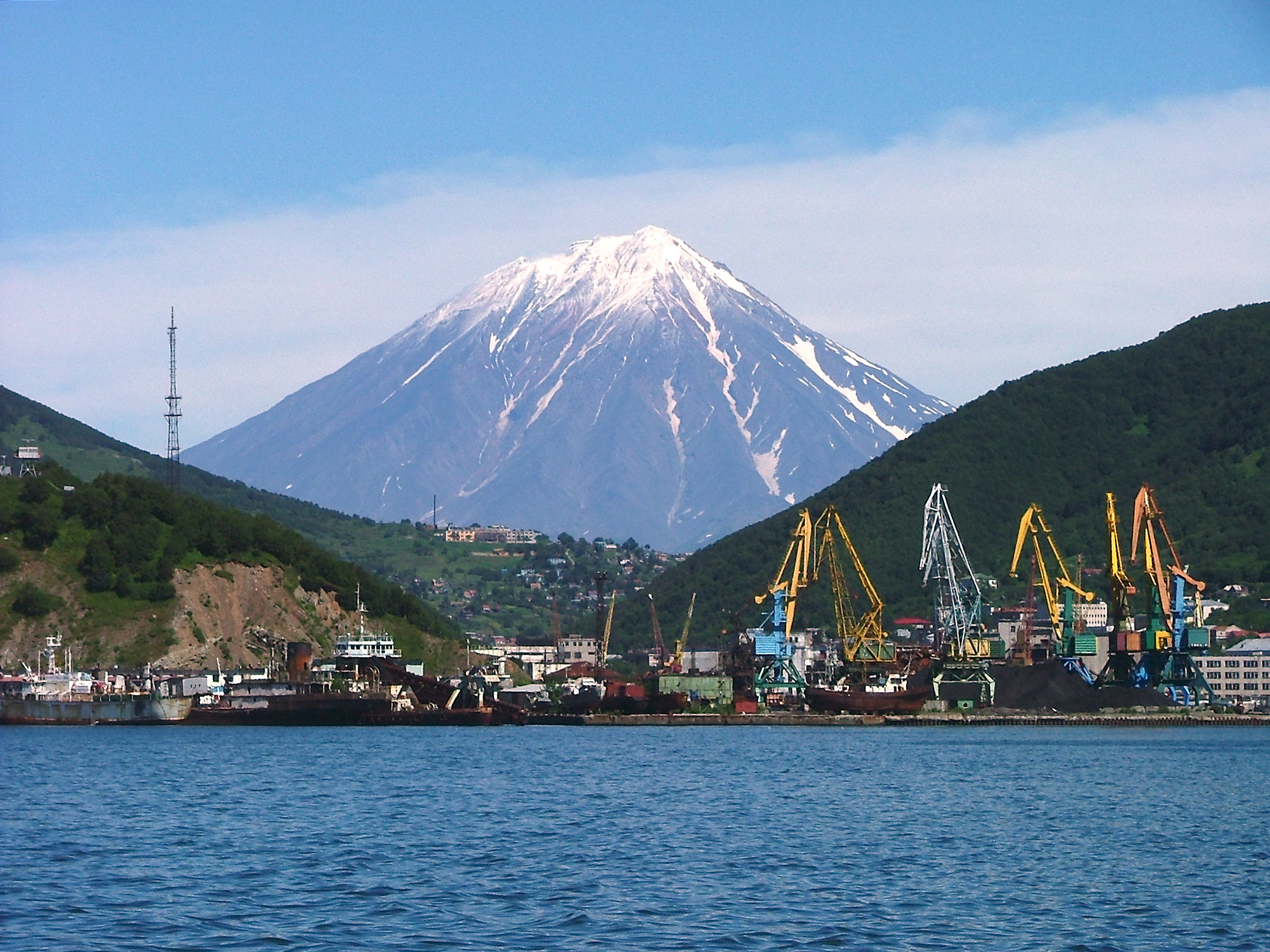
Krajobraz Kamczatki

Okoliczności przystąpienia Beniowskiego do konfederacji barskiej nie są bliżej znane. Według Pamiętników miało to miejsce 7 lipca 1767 roku w Warszawie, jednak konfederacja została zawiązana dopiero 29 lutego 1768 roku. Tam miał złożyć przysięgę na wierność Generalności.
Jest jednak prawdopodobne, że już 1767 r. Beniowski utrzymywał jakieś kontakty z polskimi środowiskami patriotycznymi i kilkakrotnie podróżował z Węgier do Rzeczypospolitej. W czasie jednej z tych podróży zachorował i dręczony wysoką gorączką na kilka tygodni znalazł schronienie w domu mistrza rzeźnickiego Hönscha (lub Henscha) w Spiskiej Sobocie. Tam szczególnie opiekowała się nim starsza córka Hönschów, Zuzanna Anna, z którą 20 kwietnia 1768 r., we wsi Wielkanoc niedaleko Miechowa (gmina Gołcza), a więc na terytorium Polski, w miejscowym zborze luterańskim zawarł związek małżeński.
Latem 1768 roku dołączył do konfederatów. Jego poczynania w bitwach i potyczkach nie są udokumentowane, a wymienia je tylko sam Beniowski w Pamiętnikach. Wzięty do niewoli przez Rosjan został zesłany najpierw do Kazania, a po nieudanej próbie ucieczki do Bolszeriecka na Kamczatce, dokąd trafił 4 grudnia 1770 roku. Tam zamieszkał u innego zesłańca nazwiskiem Piotr Krustiew (w źródłach rosyjskich Chruszczew lub Chruszczow), który przebywał tam już 8 lat.
Na Kamczatce Beniowski niemal natychmiast zaczął przygotowywać plan ucieczki, bowiem, jak pisał w Pamiętnikach: „W tym oto miejscu miałem zakończyć me życie...”, z czym nie mógł się pogodzić. Szybko zorganizował spisek, w wyniku którego zesłańcy opanowali miasto, a następnie galeotę „Św. Piotr i Paweł” (według źródeł rosyjskich Swiatyj Piotr), którą spiskowcy uciekli z Kamczatki. Jednym ze współuciekinierów był porucznik Baturin, skazany za próbę zamachu na carycę Katarzynę, który podobno zginął podczas wyprawy rabunkowej na Formozę. Innym był wspomniany Krustiew, który później wstąpił do służby francuskiej.

### Długa wędrówka

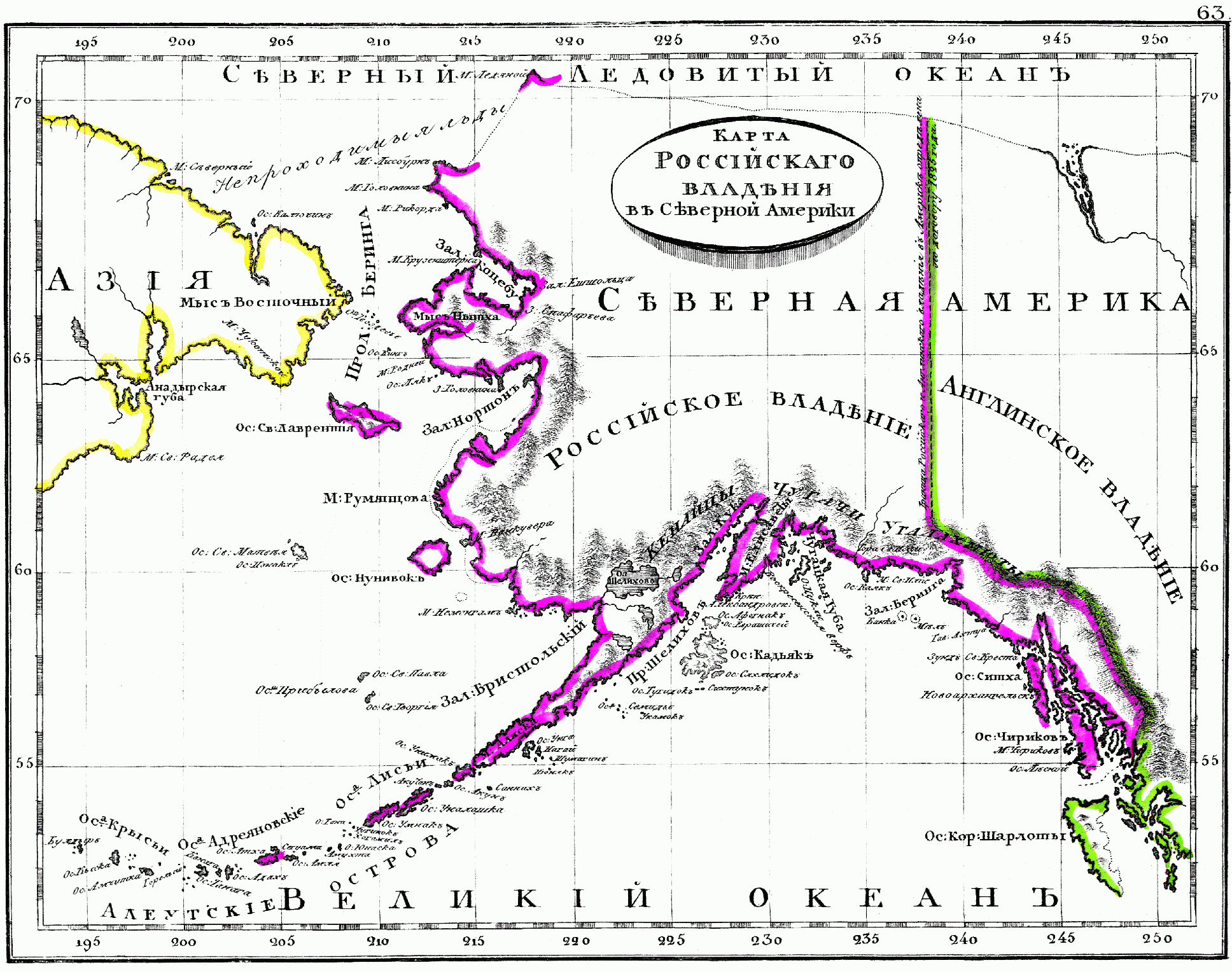
Mapa Cieśniny Beringa i rosyjskich posiadłości w Ameryce Północnej, pocz. XIX w.

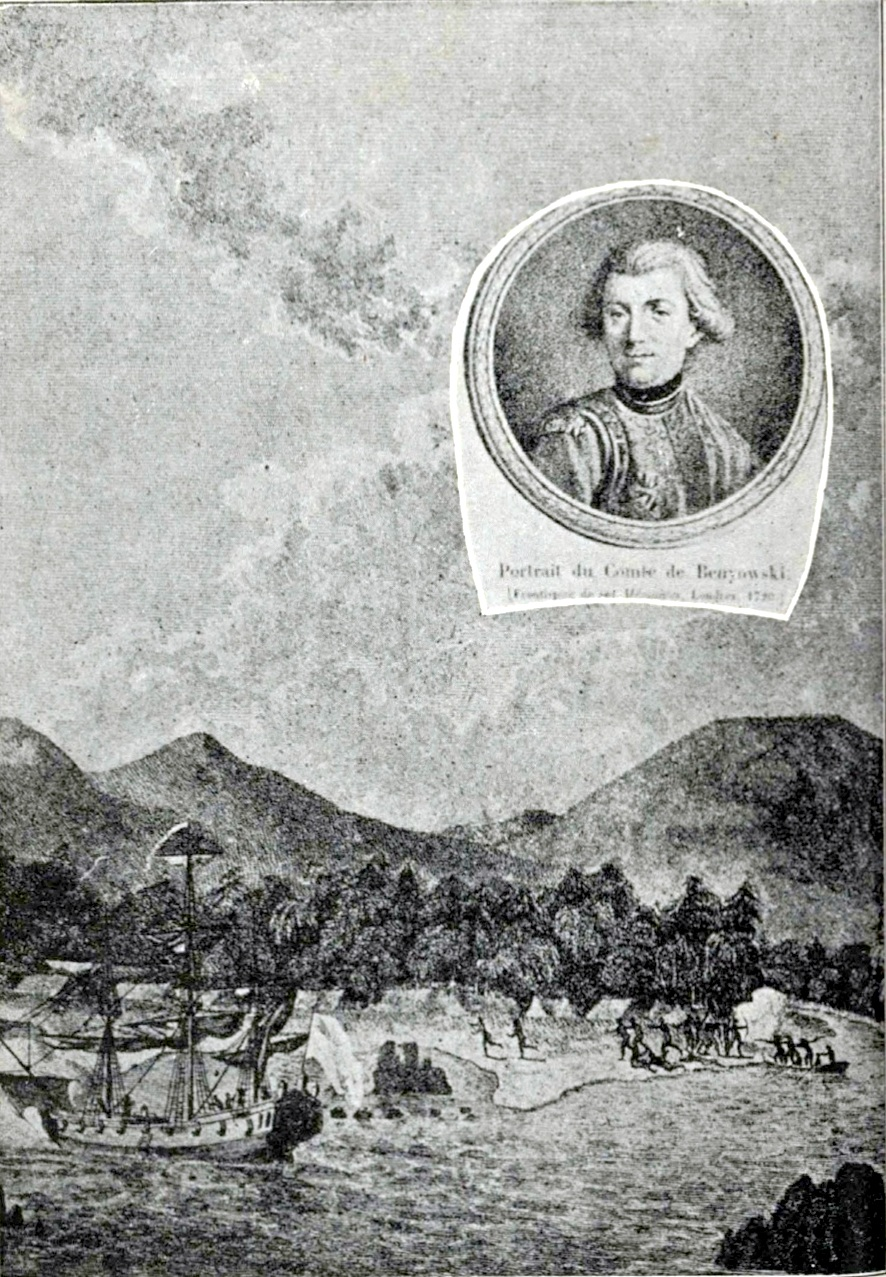
Statek „Św. Piotr i Paweł” pod sztandarem konfederacji barskiej dociera do Formozy (dziś Tajwan). Ilustracja z wydania Pamiętników

Na okręcie „Św. Piotr i Paweł” znalazło się dziewięćdziesiąt sześć osób, w tym dziewięć kobiet. Przystań u ujścia rzeki Bystrej leżała na zachodnim wybrzeżu Kamczatki, więc by wydostać się na Pacyfik uciekinierzy musieli żeglować na południe, opłynąć przylądek Łopatka i skręcić na południe, ku Japonii i Chinom. Tymczasem załoga zaprotestowała. Przyzwyczajeni do mroźnego klimatu Rosjanie, obawiając się upałów, zażądali by poszukać drogi do Europy przez Ocean Arktyczny. Zmarnowano w ten sposób kilka miesięcy, bo za Cieśniną Beringa „Św. Piotr i Paweł” utknął w lodach, a gdy udało się go oswobodzić i ruszyć na południe, uciekinierzy na dłużej zatrzymali się na Aleutach, którymi niepodzielnie władał awanturnik i korsarz Iwan Ochotyn. Po dokonaniu korzystnej dla obu stron wymiany towarów, Beniowski skierował okręt na południe, ale wśród załogi ponownie zaczął się ferment. Podjudzeni przez niejakiego Stiepanowa uciekinierzy zażądali większych racji żywności i wody oraz wódki. Beniowski nie chciał się zgodzić, bowiem wpłynęli na wody nikomu nieznane. Buntownicy włamali się do magazynów, popili się, a większość zapasów zniszczyli. Następnego dnia, gdy wytrzeźwieli, Beniowski powiedział, że pewnie będą musieli umrzeć z pragnienia i głodu. Skruszeni buntownicy żądali teraz kary śmierci dla Stiepanowa, na co Beniowski nie zgodził się.
Zaczęły się dni głodu i pragnienia, aż wreszcie trafiono na niezamieszkaną wyspę, gdzie była i źródlana woda i różnorodność drzew owocowych, a nawet dzikie świnie. Beniowski twierdził w Pamiętnikach, że wyspa położona była na 32° szer. geogr. północnej, mogła to być więc jedna z wysepek Izu. Załoga była tak zachwycona, że zapadła decyzja o pozostaniu tam na stałe. Beniowski uciekł się do fortelu: powiedział, że pomysł jest dobry, ale na pokładzie jest za mało kobiet. Poradził, by najpierw udać się ku brzegom bliskiej już Japonii i porwać kilkadziesiąt kobiet.
Japonia okazała się krajem bogatym, gęsto zaludnionym, o wysokim stopniu cywilizacji, a rządzący wyspą namiestnik cesarski uczynny i uprzejmy. „Św. Piotr i Paweł” został sowicie zaopatrzony, a załoga nakarmiona. Gdy wreszcie okręt wyszedł w morze nikt już nie chciał wracać na bezludną wyspę. W drodze na południe zatrzymano się jeszcze na Okinawie, którą Beniowski nazwał Ohosimą i Formozie, aż wreszcie „Św. Piotr i Paweł” dopłynął do wybrzeży Chin, gdzie rybacy pomogli załodze znaleźć drogę do Makau. Tam, sprzedawszy skóry, futra i sam okręt, Beniowski (oraz bardzo już uszczuplona grupa uciekinierów z Kamczatki) opuścił Makau na pokładzie francuskiego statku. W drodze do Europy Beniowski odwiedził po raz pierwszy Port Louis na Wyspie Francuskiej oraz Port Dauphin na Madagaskarze i w lipcu 1772 roku przybył do Paryża. Swoją historią zadziwił dwór króla Ludwika XV.

### Losy uciekinierów
Beniowski, od chwili lądowania we Francji, nie wspomina w swych Pamiętnikach o współtowarzyszach podróży. Wiadomo, że w Makau zmarły 23 osoby (prawdopodobnie na dżumę), a Stiepanow, który otrzymał 4000 piastrów, udał się na służbę holenderską do Batawii. Kilka osób zostało w Port Louis, a do Francji dotarło 26 uciekinierów. Ich losy prześledził w końcu XIX wieku Rosjanin, N.P. Bogolubow.
Trzech wstąpiło do wojska francuskiego (Krustiew został kapitanem, Kuzniecow porucznikiem, a dr Meder lekarzem wojskowym). Pięciu zmarło, a pozostała osiemnastka postanowiła wrócić do Rosji. Zwrócili się oni poprzez ambasadę w Paryżu, do carycy Katarzyny o umożliwienie im powrotu do ojczyzny. 13 października 1772 roku Katarzyna przekazała posłowi rosyjskiemu w stolicy Francji polecenie tej treści: „Osiemnastu ludzi zostało niecnie oszukanych przez tego nicponia Beniowskiego. Obiecuję im przebaczenie (...) Widać, że Rusek kocha swą Ruś, a ich nadzieja na okazanie przeze mnie miłosierdzia nie może nie znaleźć oddźwięku w mym sercu”.
Większość z tych ludzi wróciła w 1774 roku na Kamczatkę. Dwadzieścia kilka lat później spotkał się z nimi generał Józef Kopeć i dowiedział się o brawurowej ucieczce Beniowskiego, czemu poświęcił cały rozdział w swym Dzienniku podróży wydanym w Paryżu w roku 1842.

### Francja i Mauritius
W Paryżu przyjął propozycję królewskiego ministra księcia d’Aiguillon wstąpienia do francuskiej służby. Beniowski został dowódcą ochotniczego regimentu piechoty.
Rząd królewski postanowił wykorzystać umiejętności i doświadczenie Beniowskiego i wysłać go na morza południowe, na Madagaskar, który miał uczynić kolonią francuską. Beniowski z zapałem przystąpił do przygotowań, zaczynając od przygotowania na polecenie ministra floty Pierre’a de Boynes Planu względem potrzebnych środków dotyczących uskutecznienia powierzonych mi zleceń na Madagaskarze. Plan ten składał się z siedmiu punktów, w których wymieniono potrzeby ekspedycji „regimentu wolonterów”. Nie obejmował wyekwipowania ekspedycji na miejscu, we Francji. Miało to nastąpić na Mauritiusie, czym obarczono urzędującego gubernatora, którym był Charles-Henri-Louis d’Arsac de Ternay i administratora wyspy nazwiskiem Maillart.
Beniowski przybył do Port Louis 22 września 1773 roku i spotkał się z miejsca z nieprzychylnym przyjęciem. Maillart powiedział mu wprost, że Mauritius żyje z handlu z Île de France, więc akcja Beniowskiego to zabójstwo dla tej niewielkiej wysepki. Po długich targach i kłótniach Beniowskiemu udało się jednak wymóc na gubernatorze statek do przeprawy, a także narzędzia i amunicję. Wreszcie, 14 lutego 1774 roku, statek z Beniowskim i jego ludźmi wpłynął do zatoki Antongila na Madagaskarze.

### Król Madagaskaru

Francuska mapa Madagaskaru i Oceanu Indyjskiego z XVIII wieku

Po przybyciu na Madagaskar Beniowski spotkał się z oporem Malgaszów jako przedstawiciel kolejnego kolonialnego mocarstwa chcącego podporządkować największą wyspę Afryki. Mnożyły się napaści zbrojnych krajowców, co przyspieszyło budowę ufortyfikowanej osady, którą Beniowski nazwał Louisbourgiem (dziś miasto Maroantsetra u ujścia rzeki Antainambalana do Zatoki Antongila). Mimo przeciwności, w ciągu około dwóch lat podporządkował sobie wyspę, stosując zarówno surowe metody, jednocześnie stopniowo pozyskując przychylność rdzennych mieszkańców. Zorganizował budowę dróg, osiedli i osuszanie bagien. Na pozyskanych terenach zakładał plantacje bawełny, tytoniu i trzciny cukrowej. 10 października 1776 roku obwołany został przez zgromadzenie Malgaszów ampansakebe, czyli „wielkim królem”, co oznaczało zwierzchnią, ponadplemienną pozycję wśród lokalnych wodzów. Beniowski był ostatnim ampansakebe.
W tym samym 1776 roku powrócił do Francji, by przedstawić rządowi swe plany wykorzystania nowego lądu, ale nie uzyskał poparcia. Przeszedł więc do służby w wojsku austriackim jako pułkownik, ale i tam nie zagrzał miejsca. Według niektórych biografów, w roku 1779 przybył do Ameryki Północnej i starał się o przyjęcie do wojska amerykańskiego powołując się na rodzinne koneksje z Kazimierzem Pułaskim, który właśnie poległ pod Savannah. Proponował też zajęcie Madagaskaru i użycie wyspy jako bazy przeciwko Anglii, a gdy odrzucono jego plany, powrócił na Węgry. Bardziej prawdopodobnym jest, że Maurycy przebywał w tym czasie w swym majątku we wsi Bečkovská Vieska, a w Ameryce był jego młodszy brat, Franciszek Serafin.
Pozostawał w bliskich kontaktach z Benjaminem Franklinem, ambasadorem Stanów Zjednoczonych w Paryżu. W 1782 roku rzeczywiście gościł wraz z żoną w Stanach Zjednoczonych, ale odrzucono tam jego śmiałe plany. W Baltimore Zuzanna urodziła ich dziecko.
W czerwcu 1785 roku przypłynął po raz ostatni na Madagaskar, gdzie został przywitany przez Malgaszów jako ich „król”. Beniowski ponownie próbował na Magadaskarze stworzyć własne malgaskie małe państwo. Opanował francuską faktorię handlową w Zatoce Antongila i stolicę kraju, wybudował kilka fortów. Według relacji francuskiego oficera wersji zginął od zbłąkanej kuli w potyczce z Francuzami 23 maja 1786 roku. Pochowany miał zostać nazajutrz w pobliżu portu, wraz z dwoma poległymi Rosjanami, towarzyszami z Kamczatki.
Jednak „Gazeta Warszawska” w numerze 96 z 1 grudnia 1787 informowała, że „wiadomy węgierski baron Beniowski, którego tyle razy za nieżyjącego już głoszono” przybył do Wiednia z Carogrodu (Konstantynopola). Informacja ta i podobne dały pretekst do pogłosek o tym, że Beniowski nadal żył.

## Beniowski w kulturze

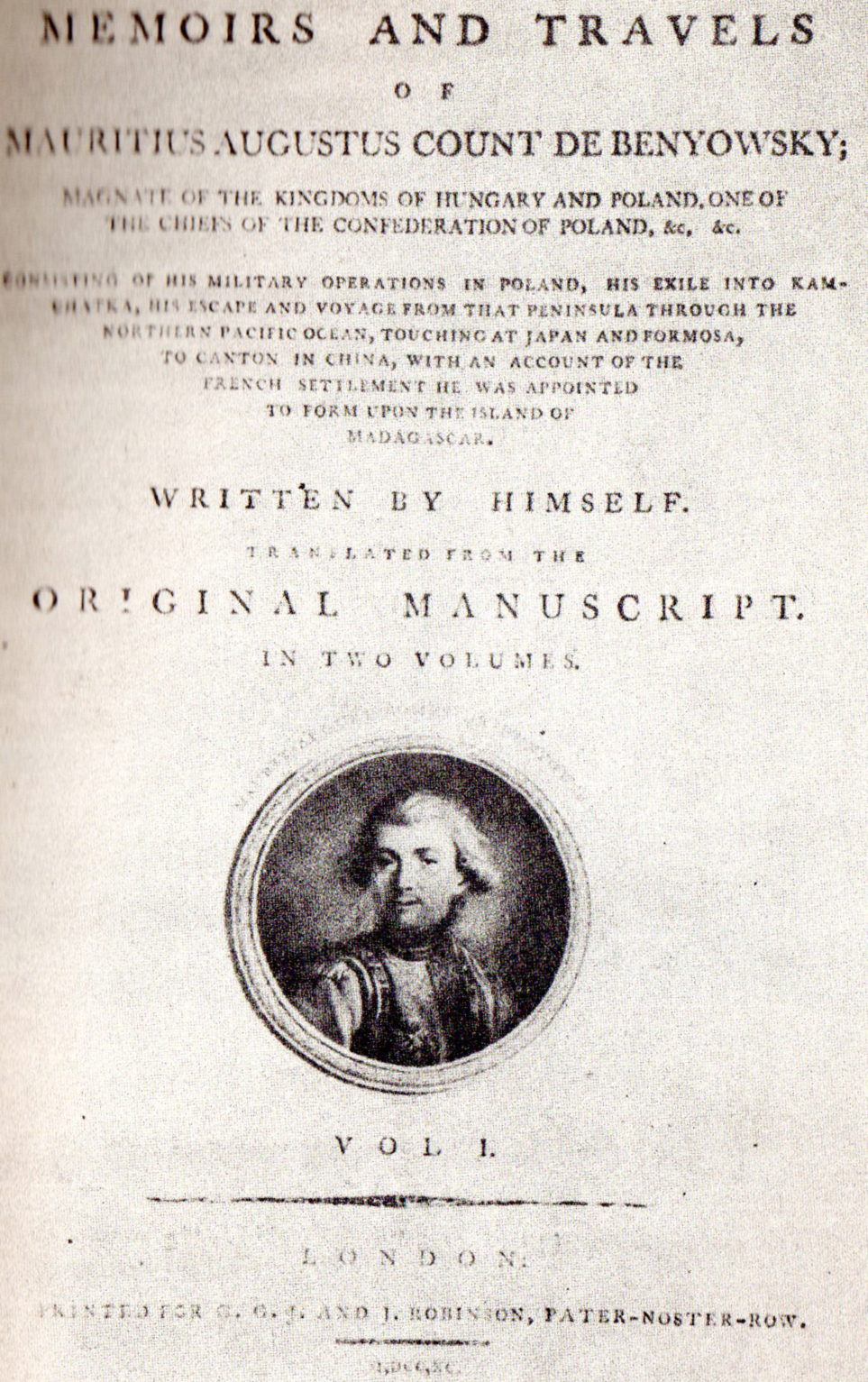
Strona tytułowa angielskiego wydania Pamiętników

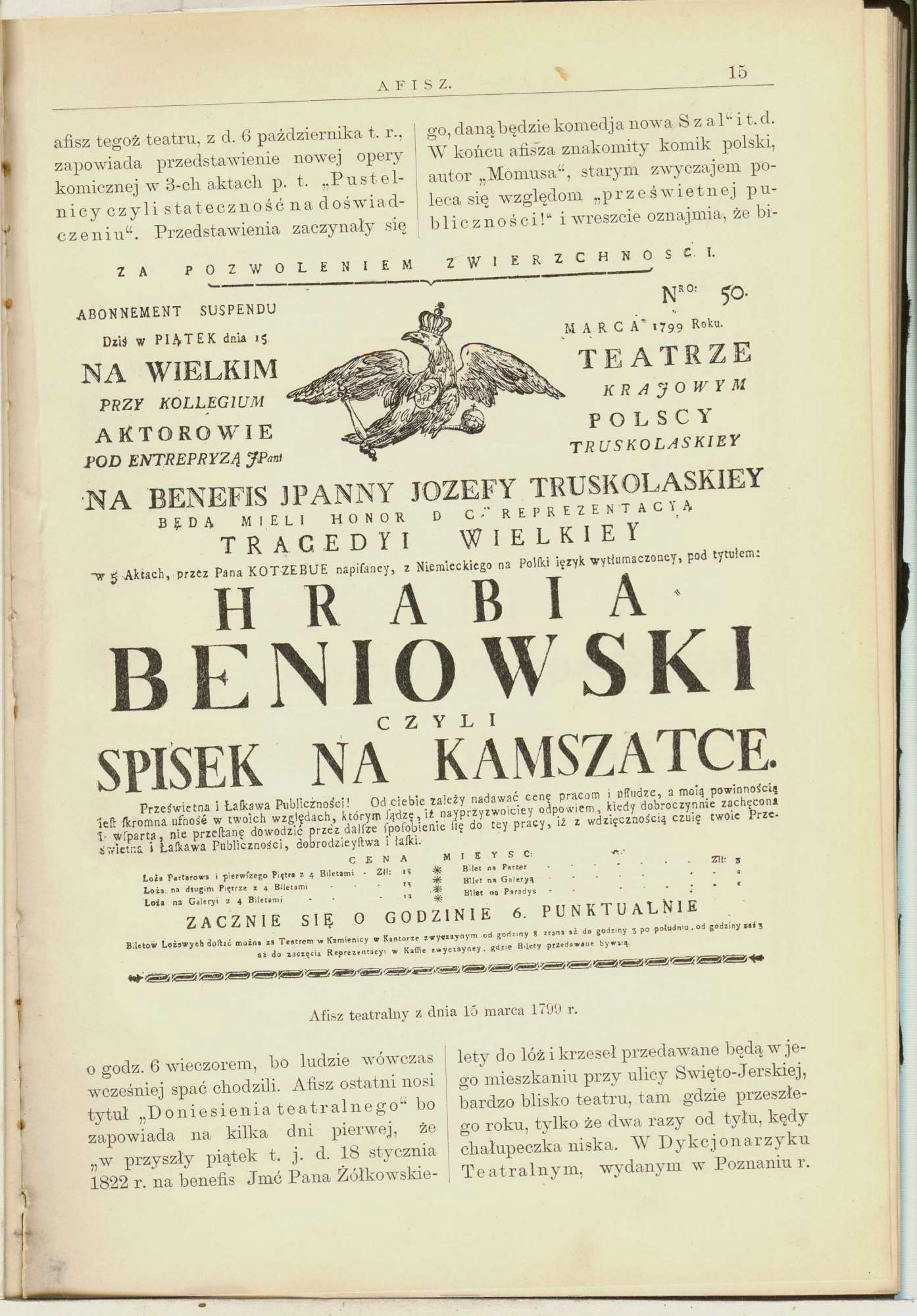
Afisz sztuki teatralnej Augusta von Kotzebue’a pt. Hrabia Beniowski, czyli spisek na Kamszatce, wystawianej w 1799 roku w Warszawie. Strona z Encyklopedii staropolskiej Glogera.

### Pamiętniki
Napisał pamiętniki, zostały opublikowane w 1790 r. przez Williama Nicholsona w języku angielskim pod tytułem
The Memoirs and Travels of Mauritius August Count de Benyowsky, Magnate of the Kingdom of Hungary and Poland. One of the Chiefs of the Confederation of Poland. Consisting of his Military Operations in Poland, his Exile into Kamchatka, his Escape and Voyage from that Peninsula through the Northern Pacific Ocean, Touching at Japan and Formosa, to Canton in China, with an Account of the French Settlement, he was Appointed to Form upon the Island of Madagascar. Written by Himself. Translation from the Original Manuscript.
Pamiętniki zostały szybko przetłumaczone na kilka języków: niemiecki (1790), francuski (1791), holenderski (1797), szwedzkie (1797), polskie (1797), słowackie (1808) i inne.
Wydania polskie (tłumaczenie z francuskiego, edycje 1797, 1802, 1806) ukazały się pod pełnym tytułem:
Historya podroży y osobliwszych zdarzen sławnego Maurycego-Augusta hrabi Beniowskiego, szlachcica polskiego y węgierskiego: zawieraiąca w sobie jego czyny woienne w Polszcze, w czasie konfederacyi barskiey, wygnanie iego nayprzód do Kazanu, potym do Kamszatki, waleczne iego z tey niewoli oswobodzenie się, żeglugę iego przez Ocean Spokoyny do Japonii, Formozy, Kantonu w Chinach, założenie nareszcie przez niego osady na wyspie Madagaskar ze zlecenia francuzkiego rządu, iego na tey wyspie woienne wyprawy, ogłoszenie go nareszcie najwyższym Madagaskaru rządcą z francuzkiego tłomaczona
W Pamiętnikach podał wiele informacji niezgodnych z ustalonymi później faktami z jego życia (poczynając od daty urodzenia: 1741). Jednak badacze podkreślają wiarygodność wielu opisanych przez Beniowskiego szczegółów.

Pamiętniki Beniowskiego wywarły wpływ na opinię europejską. William Ellis napisał o Beniowskim: 

Poglądy Beniowskiego wyprzedzały epokę, a obejście się jego z Malgaszami było światlejsze i sprawiedliwsze niż obejście innych Europejczyków, którzy przybywali na tę wyspę.

### Literatura
Maurycy Beniowski stał się bohaterem wielu utworów literackich.

#### Poezja
- Juliusz Słowacki, Beniowski (1841) – poemat dygresyjny osadzony w okresie konfederacji barskiej, bardzo luźno nawiązujący do życia Maurycego Beniowskiego
- Jarosław Marek Rymkiewicz, Dla Henryka Głębockiego – oktostych z tomu Metempsychoza (2017) nawiązujący do znalezionego przez prof. Głębockiego w londyńskim archiwum rysunku statku, na którym Bieniowski uciekł z Kamczatki.

#### Powieści
- Wacław Sieroszewski, Beniowski (1916) i Ocean (1917) – j. polski, dylogia opisująca życie Beniowskiego na Kamczatce oraz ucieczkę stamtąd i podróż do momentu dotarcia do Makau, więc lata 1771–1772
- Luise Mühlbach, Graf von Benjowski (Hrabia Beniowski), Jena/Lipsk 1865 – niemiecki, przekład węgierski (Benyowszky gróf, Peszt 1866) i inne
- Vilmos Radó, Gróf Benyovszky Móricz élete és kalandjai (Hrabia Maurycy Beniowski i jego przygody), Budapeszt 1888 – węgierski
- Jožo Nižnánsky, Dobrodružstvá Mórica Beňovského (Przygody Maurycego Beniowskiego), Praga 1933 – słowacki
- Miklós Rónaszegi, A nagy játszma (Wielka gra), Budapeszt 1955 – węgierski
- Desider Galský, Kráľ Madagaskaru (Król Madagaskaru), Praga 1967 – czeski
- Lew Demin, Беньовский. Каторжник император (Beniowski. Katorżnik imperator), Moskwa 1971 – rosyjski
- Nikolaj Smirnov, Ríša slnka (Królestwo słońca), Koszyce 1982 – słowacki
- Árpád Thiery, Móricz Eletrajza (Życie Maurycego), Budapeszt 1993 – węgierski

#### Komiks
- Král Madagaskaru, rysunki G. Branšovský (właśc. Gustav Krum i Bohumil Konečný), scenariusz Desider Galský, wyd. „Pionýrská stezka”, 1975–1977[29]
- Zesłańcy, rysunki Jerzy Wróblewski, scenariusz Anna Banach, Krajowa Agencja Wydawnicza, 1989[30] ISBN 83-03-02577-5.

### Teatr
- August von Kotzebue, Graf Benjowsky oder die Verschwörung auf Kamtschatka (Hrabia Beniowski, czyli spisek na Kamczatce), 1795
- Benyovszky, autorzy: Tamás Szarka, Zsuzsa Vincze i Zoltán Zsuráfszky, przedstawienie taneczne, premiera Segedyn 2008[31][32]

### Opera
- François-Adrien Boieldieu, Beniowsky ou Les exilés du Kamtschatka (Beniowski, czyli wygnańcy z Kamczatki), 1800
- Franz Doppler, Benyovszky vagy A kamcsatkai számuzött (Beniowski, czyli podmieniec na Kamczatce), Peszt 1847 – na podstawie sztuki Augusta von Kotzebue’a

### Film
- 1975 Wiwat Beniowski! (Vivát, Benyovszky!) – czechosłowacko-węgierski serial telewizyjny (13 odcinków). W roli tytułowej wystąpił Jozef Adamovič[33]
- 1974 Mimowolne podróże Maurycego Augusta Beniowskiego (Die unfreiwilligen Reisen des Moritz August Benjowski) – niemiecko-francusko-włoski miniserial telewizyjny (4 części). W roli głównej Christian Quadflieg[34]

## Beniowski w nazewnictwie

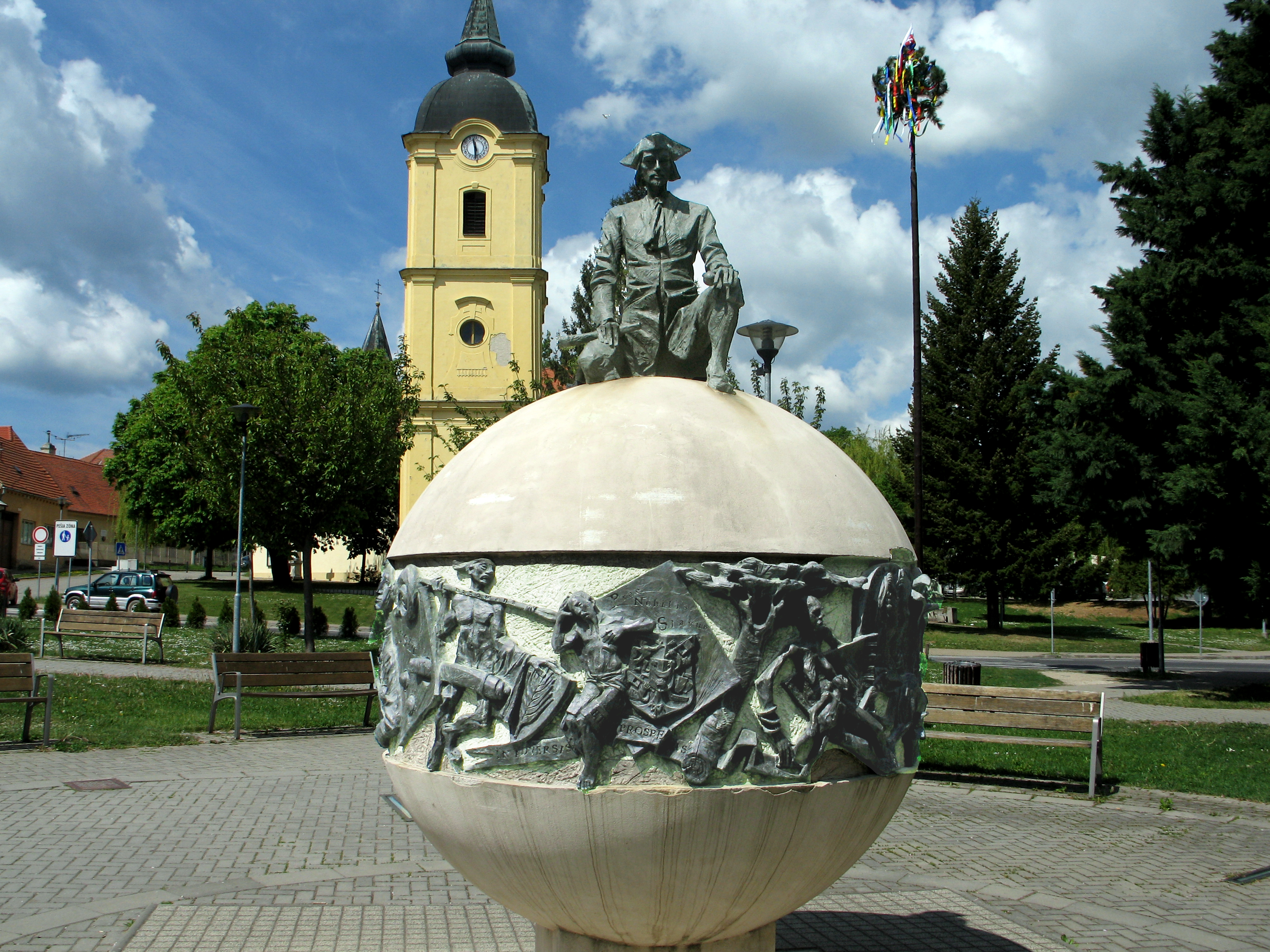
Pomnik Beniowskiego we Vrbovém

Jego imię nosi jedna z ulic Antananarywy, stolicy Madagaskaru, zaś nad brzegiem Oceanu Indyjskiego stoi niewielki pomnik poświęcony Beniowskiemu.
Nazwisko Maurycego Beniowskiego nosi jeden z najbardziej efektownych motywów matowych w szachach, mat Beniowskiego.
W 1946 r. po włączeniu osiedla Chojny w granice administracyjne Łodzi, jedną z ulic noszącą dotychczas nazwę Słowackiego, przemianowano na ulicę Maurycego Beniowskiego.
W Gdyni jest nabrzeże noszące jego nazwisko (północne nabrzeże basenu jachtowego): Nabrzeże Beniowskiego oraz ulica Maurycego Beniowskiego, znajdująca się w dzielnicy Grabówek. W Gdańsku jest ulica Maurycego Beniowskiego, znajdująca się w dzielnicy Przymorze Małe. Na wrocławskim osiedlu Grabiszynek, na którym ulice noszą nazwiska słynnych polskich podróżników, jedna z ulic nosi nazwisko Maurycego Beniowskiego. Ulice Maurycego Beniowskiego znajdują się również w wielu innych polskich miastach, m.in. w Krakowie, Wałbrzychu, Elblągu i Świnoujściu. Ulica Beniowskiego znajduje się w Bratysławie, w dzielnicy Dúbravka, a także w Budapeszcie i Wiedniu.
W lutym 2023 r. Burmistrz Miasta i Gminy Swarzędz nie przychylił się do petycji o zmianę nazwy ulicy Rosyjskiej w Zalasewie na ulicę imienia Maurycego Beniowskiego. 

## Używane warianty nazwiska
- polski: Maurycy August Beniowski
- węgierski: Benyovszky Móric
- słowacki: Móric Beňovský/Beňowský
- francuski: Maurice Auguste de Benyowsky/-ski
- angielski: Maurice Benyowsky/Benovsky
- niemiecki: Moritz Benjowsky/-wski/Benyowski
- łaciński: Mauritius Auguste de Benovensis